# Berghof (Steinbach am Wald)
Berghof ist eine Wüstung auf dem Gemeindegebiet von Steinbach am Wald im Landkreis Kronach (Oberfranken, Bayern).

## Geographie
Die Einöde lag auf einer Höhe von 587 m ü. NHN auf dem Bergrücken der Dammbachhöhe. Heute sind nur noch zwei Nebengebäude erhalten geblieben. Ein Wirtschaftsweg führt nach Aumühle (0,5 km östlich).

## Geschichte
Berghof gehörte zur Realgemeinde Hirschfeld. Das Hochgericht übte das bambergische Centamt Teuschnitz aus. Grundherr des Einödgehöfts war das Kastenamt Teuschnitz.
Mit dem Gemeindeedikt wurde Berghof dem 1808 gebildeten Steuerdistrikt Hirschfeld und der 1818 gebildeten Ruralgemeinde Hirschfeld zugewiesen. Am 1. Mai 1978 wurde Berghof im Zuge der Gebietsreform in Bayern nach Steinbach am Wald eingegliedert. Das Hauptgebäude wurde nach 1990 abgebrochen.

### Ehemaliges Baudenkmal
- Zur Aumühle 102: Wohnstallhaus

### Einwohnerentwicklung
| Jahr      | 001818 | 001861 | 001871 | 001885 | 001900 | 001925 | 001950 | 001961 | 001970 | 001987 |
| Einwohner | *      | 7      | 5      | 7      | 5      | 3      | 2      | 1      | 2      | 0      |
| Häuser    | *      |        |        | 1      | 1      | 1      | 1      | 1      |        | 1      |
| Quelle    | [ 3 ]  | [ 5 ]  | [ 6 ]  | [ 7 ]  | [ 8 ]  | [ 9 ]  | [ 10 ] | [ 11 ] | [ 12 ] | [ 13 ] |

## Religion
Die Einwohner römisch-katholischer Konfession waren nach St. Nikolaus (Windheim) gepfarrt.